# Mark Ghanimé
Mark Ghanimé (n. 1 de diciembre de 1977) es un actor libanés-canadiense, más conocido como el mayor Sergio Balleseros en Helix y Don Carlos en Reign.

## Biografía

### Primeros años
Mark Ghanimé nació el 1 de diciembre de 1977 en Calgary, Alberta, Canadá de una madre canadiense y un padre libanés. Se crio en Montreal, Quebec, Canadá y habla 3 idiomas desde una edad temprana (francés, inglés y árabe) debido a la diversidad de sus progenitores.
Ghanimé creció centrándose en lo académico con la intención de convertirse en un hombre de negocios y entrar en el sector inmobiliario. No era creativo en la escuela secundaria y no tomó clases de teatro ni aprendió a tocar un instrumento musical. A los veinte años, Ghanime comenzó a tomar clases de canto y clases de baile hip-hop con el fin de explorar su lado creativo. En 2004, Ghanimé tuvo un rol no acreditado en Chasing Freedom protagonizada por Juliette Lewis. Mientras estaba en el set, se convirtió en pasión la actuación y sabía que quería seguir como carrera.

### Carrera
Después de iniciar su carrera actuando en comerciales, Ghanime fue elegido en su primer papel como actor invitado como Graham en Wild Roses. Después tuvo pequeños papeles de estrella invitada en Smallville and Supernatural en 2010 y The Secret Circle, Fairly Legal, y Arrow en 2012. A partir de 2012, Ghanimé tuvo un papel recurrente como el Dr. Jamie Albagetti en la serie de The CW Emily Owens, M.D. y un papel protagonista como Daniel Goose-Egg en la serie web Soldiers of the Apocalypse, por la que también fue productor asociado. En 2013, tuvo papeles secundarios como Run en la miniserie Eve of Destruction y como el conservador del museo en la película para televisión de Hallmark Channel The Hunters.
El papel más importante de Ghanime llegó en 2014 cuando fue elegido como regular en la serie original de Syfy Helix, interpretando al alcalde Sergio Balleseros que guía a un equipo de científicos de CDC a investigar un brote de la enfermedad en un centro de investigación en el Ártico. La serie fue cancelada el 29 de abril de 2015 y duró dos temporadas.
En 2015, Ghanimé tuvo un rol recurrente como Don Carlos en la tercera temporada de la serie de The CW Reign. Él además interpretó a Justin Faysal en la serie de terror antológico Slasher en 2016.
Ghanimé aparecerá en la segunda temporada de Private Eyes, interpretando al interés romántico del personaje principal, Angie Everett, interpretado por Cindy Sampson.

### Vida personal
Ghanimé ha visitado el Líbano en numerosas ocasiones y desea retratar personajes más de Oriente Medio con el fin de llevar la luz positiva a Oriente Medio y acentuar la belleza de países como el Líbano, que se dice que son rara vez reflejados positivamente en los medios.
Ghanimé reside en Vancouver, pero viaja con frecuencia a Los Ángeles para compromisos de negocios y a Montreal, donde reside su familia, para vacaciones y otros eventos.

## Filmografía

### Cine
| Año  | Título                            | Rol                        | Notas        |
| ---- | --------------------------------- | -------------------------- | ------------ |
| 2006 | Take Out                          | Gánster líbanes            |              |
| 2007 | Perfect                           | Cheating Boyfriend         | Cortometraje |
| 2008 | Marion Bigsby: Prince of Darkness | John Bigsby                | Cortometraje |
| 2008 | A Simple Day                      | Andrew                     |              |
| 2010 | The Basement                      |                            | Cortometraje |
| 2011 | Citizen 101                       | Richard                    |              |
| 2013 | One Night in Seattle              | Mark Henley                |              |
| 2013 | Cinemanovels                      | The Man in the Clock Tower |              |
| 2015 | The Age of Adaline                | New Year's Eve Stranger    |              |

### Televisión
| Año       | Título                            | Rol                       | Notas                                                                       |
| --------- | --------------------------------- | ------------------------- | --------------------------------------------------------------------------- |
| 2004      | Chasing Freedom                   | Villager                  | No acreditado; película para televisión                                     |
| 2009      | Wild Roses                        | Graham                    | Episode: "Time and Chance"                                                  |
| 2010      | Smallville                        | Teddybear Guy             | No acreditado; Episodio: "Persuasion"                                       |
| 2010      | Supernatural                      | Dr. Drake                 | Episodio: "The Devil You Know"                                              |
| 2012      | The Secret Circle                 | Java Brew Man             | Episodio: "Traitor"                                                         |
| 2012      | Fairly Legal                      | CSI Detective             | Episodio: "Borderline"                                                      |
| 2012      | Abducted: The Carlina White Story | Fotógrafo                 | Película para televisión                                                    |
| 2012      | Arrow                             | Dr. Douglas Miller        | Episodio: "Year's End"                                                      |
| 2012—2013 | Soldiers of the Apocalypse        | Daniel Goose-Egg          | Serie web; Papel principal (12 episodios) Productor Asociado (12 episodios) |
| 2012—2013 | Emily Owens, M.D.                 | Dr. Jamie Albagetti       | Papel recurrente (6 episodios)                                              |
| 2013      | Eve of Destruction                | Run                       | Papel recurrente (2 episodios)                                              |
| 2013      | The True Heroines                 | Police Officer            | No acreditado; Episodio: "Pilot Part 2"                                     |
| 2013      | The Hunters                       | Museum Curator            | Película para televisión                                                    |
| 2014—2015 | Helix                             | Alcalde Sergio Balleseros | Papel principal (17 episodios)                                              |
| 2015      | Killer Photo (Watch Your Back)    | Kurt Miller               | Papel principal                                                             |
| 2015      | Quantico                          | Danny                     | Episodio: "Quantico"                                                        |
| 2015—2017 | Reign                             | Don Carlos                | Recurrente (5 episodios)                                                    |
| 2016      | Slasher                           | Justin Faysal             | Recurrente (3 episodios)                                                    |
| 2017      | iZombie                           | Devon                     | Episodio: "Eat, Pray, Liv"                                                  |
| 2017      | Private Eyes                      |                           | Recurrente (temp. 2)                                                        |
| 2022      | Virgin River                      | Dr. Cameron Hayek         | Recurrente (temp. 4)                                                        |